# Kármen
A Kármen spanyol eredetű női név, amely a Nuestra Senora del Carmen, azaz a Karmel hegyi Miasszonyunk rövidülése.

## Rokon nevek
Karméla, Karmelina, Karmelita.

## Gyakorisága
Az 1990-es években ritka név, a 2000-es években nem szerepel a 100 leggyakoribb női név között.

## Névnapok
- június 2.[2]
- július 16.[2]

## Híres Carmenek
„Carmen” utónevű személyek szócikkeinek listája a Wikidata alapján